# Betawala galera
Betawala galera är en insektsart som beskrevs av Blocker 1979. Betawala galera ingår i släktet Betawala och familjen dvärgstritar. Inga underarter finns listade i Catalogue of Life.